# HD50304
HD50304 — хімічно пекулярна зоря спектрального класу A0, що має видиму зоряну величину в смузі V приблизно  7,6.
Вона  розташована на відстані близько 1896,3 світлових років від Сонця.

## Фізичні характеристики
Телескоп Гіппаркос зареєстрував фотометричну змінність  даної зорі з періодом    7,88 доби в межах від  Hmin= 7,61 до  Hmax= 7,54.

## Пекулярний хімічний вміст
Зоряна атмосфера HD50304 має підвищений вміст 
Eu
.